# Церква Носса-Сеньйора-да-Консейсау-да-Мушіма
Церква Богоматері Мушіма (португальською, Igreja da Nossa Senhora da Conceição da Muxima) розташована в районі Мушіма провінції Бенго, західна Ангола.
Церква XVI століття в португальському колоніальному стилі була важливим центром португальської работоргівлі в Анголі.

## Історія
Церква стоїть на лівому березі річки Кванза і є сучасницею фортеці Мушіма. Село Мушірна було окуповано португальцями в 1589 році, а через десять років (1599) була заснована фортеця та побудована церква з молитвою, яка закликала до божественного благословення від «Носса-Сеньйори-да-Мушірни».
Мушіма була важливою в імперії торгівлі рабами, захищена фортецею. Церква відіграла важливу роль у матеріалізації торгівлі, оскільки саме в цьому релігійному місці рабів хрестили перед депортацією.

## Архітектура
Це простора і міцна будівля, з суворою, типово португальською архітектурою, побудована над річкою Кванза. Її підпалили колоніальні голландці в 1641 році, коли вони захопили Мушіму. Пізніше вона була перебудована.
Святилище з образом Богородиці упродовж багатьох поколінь було місцем великої побожності для християнських паломників.
Указом португальської провінції № 2 від 12 січня 1924 року вона була класифікована як національна пам'ятка. Вона перебуває у відносно хорошому стані і належить Римо-католицькій церкві. Відповідальність за її утримання та збереження несе Міністерство культури.

## Статус Світової спадщини
22 листопада 1996 року це місце було додано до Попереднього списку Світової спадщини ЮНЕСКО в категорії «Культура».